# فرانسيس هوارد بيكرتون
فرانسيس بيكرتون(بالإنجليزية: Francis Bickerton)‏ مستكشف القطب الجنوبي, الجندي, الطيار, منظم لعبة هنتر الكبيرة وصانع الفيلم هنتر، فرانسيس هوارد بيكرتون لم يقدم فقط مساهمة كبيرة في رحلة استكشاف القطب الجنوبي الأسترالية من 1911-14 ولكن تم تجنيده أيضا للسير في رحلة استكشاف ارنست شاكلتون في القطب, حارب مع سلاح المشاة، وسلاح الطيران الملكي وسلاح الجو الملكي في الحرب العالمية على حد سواء وأصيب على ما لا يقل في أربع مناسبات منفصلة.
ولد فرانسيس هوارد بيكرتون في Iffley أكسفورد في 15 كانون الثاني 1889، وهو ابن جوزيف جونز بيكرتون (1839-1894)، عضو مجلس الليبرالية وكاتب بلدة أكسفورد، توفي فرانك بيكرتون في 21 آب 1954 في بلدة الويلزية من بورث، سرديجون.
مترجم Francis Howard Bickerton